# 히가 쿠미코
히가 쿠미코(일본어: 比嘉 久美子 ひが くみこ[*], 1978년 10월 29일 ~ )는 일본의 여성 성우. 오사카부 출신이며, 81프로듀스 소속.